# Heteroxenia rigida
Heteroxenia rigida is een zachte koraalsoort uit de familie Xeniidae. De koraalsoort komt uit het geslacht Heteroxenia. Heteroxenia rigida werd in 1899 voor het eerst wetenschappelijk beschreven door May. 